# 圣让代布瓦
圣让德布瓦（法語：Saint-Jean-des-Bois，法語發音：[sɛ̃ ʒɑ̃ de bwa] ⓘ）是法国奥恩省的一个旧市镇，位于该省西北部，属于阿让唐区。2015年1月1日，圣让德布瓦和相邻的另外6个市镇合并为新市镇坦什布赖博卡日（Tinchebray-Bocage）。

## 地理
圣让德布瓦（48°43'25"N, 0°47'29"W）面积9.93 平方千米，位于法国诺曼底大区奧恩省，该省份为法国西北部内陆省份，北起顺时针与卡爾瓦多斯省、厄尔省、厄尔-卢瓦省、萨尔特省、马耶讷省和芒什省接壤。
与圣让德布瓦接壤的市镇（或旧市镇、城区）包括：勒梅尼勒西布。
圣让德布瓦的时区为UTC+01:00、UTC+02:00（夏令时）。

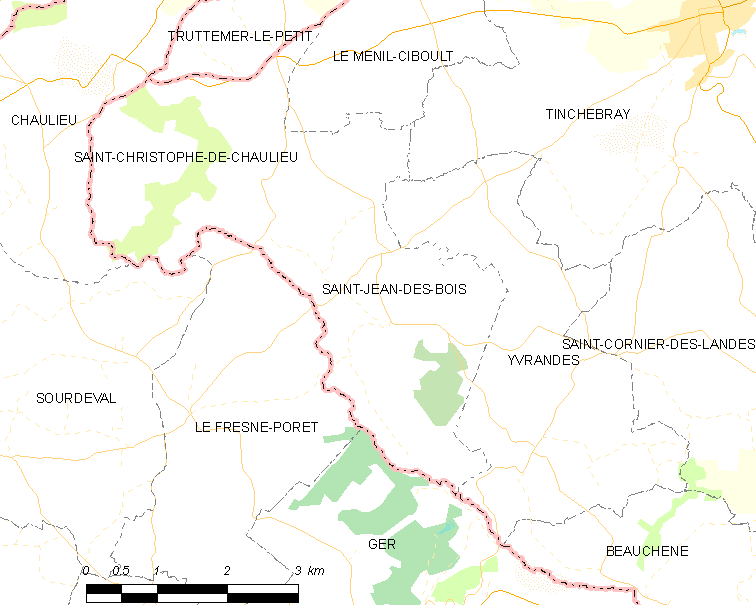
圣让德布瓦的OSM定位图

## 行政
圣让德布瓦的邮政编码为61800，INSEE市镇编码为61410。

## 政治
圣让德布瓦所属的省级选区为栋夫龙昂普瓦赖县。

## 人口

1962-2008年间圣让德布瓦人口变化图示

圣让德布瓦于2018年1月1日时的人口数量为182人。